# 光電製作所
光電製作所（こうでんせいさくじょ、株式会社光電製作所 英語：Koden Electronics Co., Ltd.）は、東京都大田区に本社を置く船舶用電子機器企業。このほか、産業用電子機器や情報システム機器等の開発と製造も行う。

## 沿革
電子技術の先駆けであった海軍技術研究所、電波運用で中心的な役割を担った逓信省および国際電気通信株式会社の技術者たちが集い、1947年（昭和22年）に創業した。以降、船舶向け無線方向探知機や、ロラン受信機、GPS受信機などの開発と製造を行っており、船舶用電子機器の総合メーカーとして、カラー魚群探知機やカラーレーダーなどをいち早く市場に投入し、漁業の近代化にも貢献している。また、計算科学用コンピューターや通信技術を開発するなど信号処理分野でも開発と製造を行っている。
2014年8月に持株会社体制に移行しており、株式会社KODENホールディングスの傘下企業となる。

## 主要製品
船舶用電子機器
- 魚群探知機
- GPSプロッター
- 船舶用レーダー
- ソナー
- GPS関連製品
- GPSブイ
- 自動船舶識別装置（AIS）

ネットワーク製品
- 陸上用無線方位測定装置
- 翻訳アプリケーション
- 企業向けメッセージアプリケーション
- 情報セキュリティーソリューション

産業用エレクトロニクス製品
- 超音波側壁測定装置
- 地中探査レーダー
- 気象センサー
- ポータブルGPSコンパス

## 事業所在地
- 本社：東京都大田区多摩川2-13-24
- 上野原事業所：山梨県上野原市上野原5278
- 営業所：北海道、函館、青森、石巻、関東（東京、海外）、名古屋、関西、広島、高知、北九州、九州、天草

海外事業所
- Koden Elektronik GmbH.（ドイツ）
- Koden America, Inc.（アメリカ）
- Koden Singapore Pte. Ltd.（シンガポール）

## 関連企業
光電ホールディングスグループ企業
- 株式会社ハーモニック・ドライブ・システムズ
- 東京航空計器株式会社
- 株式会社3Dイノベーション
- KODEN USA, Inc.
- EverySense, Inc.